# Effigie – Das Gift und die Stadt
Effigie – Das Gift und die Stadt ist ein deutscher Historien- und Kriminalfilm des Regisseurs Udo Flohr über die bremische Serienmörderin Gesche Gottfried, die mit Arsenik fünfzehn Menschen vergiftete. Das Drehbuch beruht in weiten Teilen auf Originalakten, die erst 1988 aufgetaucht waren. Der Independent-Film kostete 400.000 Euro.

## Handlung
1828 tritt Cato Böhmer in Bremen ihre neue Stelle als Protokollantin für Untersuchungsrichter Senator Droste an. Sie möchte Juristin werden, als Frauen in Deutschland noch nicht studieren dürfen. Die beiden führen nach einer Anzeige des Müllermeisters Steitz Verhöre wegen eines mutmaßlichen Giftanschlags. Gesche Gottfried, eine als hilfsbereit bekannte und attraktive Witwe, scheint ebenfalls in Gefahr zu sein. Sie entpuppt sich aber bald als Serienmörderin, die ihre Eltern, Ehemänner, Kinder, ihren Zwillingsbruder, Freunde und Nachbarn mit Arsenik vergiftet hat. Während der Suche nach Beweisen gerät Senator Droste zunehmend unter Druck durch Kapitän Ehlers, der vom Senator die Förderung des Schifffahrtverkehrs fordert. Droste wie auch Bürgermeister Johann Smidt sehen jedoch die Zukunft in Eisenbahnen. Cato Böhmer kann eine politische Intrige des Kapitäns gegen den Senator gerade eben noch abwehren. Sie hilft entscheidend dabei, Gesche Gottfried zu einem Geständnis zu bringen.

## Auszeichnungen
- Around International Film Festival 2019 – ARFF International Mention: Beste Regie: Udo Flohr
- Asti Film Festival 2019 – Jury-Preis „Prima Cosa Bella International“
- Beaufort International Filmfestival 2020 – Beste Hauptdarstellerin: Suzan Anbeh
- Cyprus International Film Festival 2019 – Hauptpreis „Goldene Aphrodite“ (Bester Film) sowie Bester Schnitt, Bestes Kostümdesign
- European Cinematography Award 2019 – Beste Kamera: Thomas Kist
- Flathead Lake International Cinemafest 2020 – Bester Ausländischer Film; Beste Hauptdarstellerin: Suzan Anbeh
- LHIFF International Film Festival Barcelona 2021 – Bester Internationaler Film, Beste Regie: Udo Flohr, Beste Nebenrolle: Elisa Thiemann, Beste Filmmusik: Nic Raine, Bester Schnitt: Sven Pape
- Mind the Indie Film Festival 2020 – Bester Spielfilm
- ReelHeART International Film Festival 2020 – Hauptpreis des Festivals „Best of Fest“. Bester Historischer Spielfilm. Bester Debütfilm: Udo Flohr. Beste Kamera: Thomas Kist. Beste Originalmusik: Nic Raine. Bestes Produktionsdesign: Christina von Ahlefeldt, Knut Splett-Henning. Beste Set-Dekoration: Melanie Ullrich.
- WorldFest Houston 2020 – Bester Historischer Film: Udo Flohr; Bestes Produktionsdesign: Christina von Ahlefeldt, Knut Splett-Henning
- London Independent Film Awards 2019 – Bester Trailer

Nominierungen:
- Beaufort International Film Festival 2020 – Bester ausländischer Film, Beste Regie: Udo Flohr
- Flathead Lake International Cinemafest 2020 – Beste Regie: Udo Flohr, Bester Hauptdarsteller: Christoph Gottschalch, Beste Musik: Nic Raine, Beste Kamera: Thomas Kist
- Internationales Film-Festival Zypern – Beste Hauptdarstellerin: Suzan Anbeh, Elisa Thiemann, Bestes Produktionsdesign: Christina Ahlefeldt-Laurvig, Knut Splett-Henning, Beste Kamera: Thomas Kist, Beste Musik: Nic Raine, Bestes Drehbuch: Peer Meter
- Las Cruces International Film Festival 2020 – Bester Internationaler Spielfilm: Udo Flohr
- LHIFF International Film Festival Barcelona 2021 – Beste Hauptdarstellerin: Suzan Anbeh, Beste Kamera: Thomas Kist, Bestes Drehbuch: Peer Meter

Darüber hinaus gelangte der Film in die Vorauswahl für die Golden Globe Awards 2021 („Bester fremdsprachiger Film“).